# (16960) 1998 QS52
(16960) 1998 QS52, ранее 1998 QS52 — каменный астероид на очень вытянутой орбите, являющийся околоземным объектом и потенциально опасным астероидом группы аполлонов. Имеет диаметр около 4,1 км. Открыт 25 августа 1998 года в рамках программы LINEAR Лаборатории Линкольна в Нью-Мексико, США. Является одним из крупнейших известных потенциально опасных астероидов.

## Орбита и классификация
1998 QS52 является представителем группы аполлонов, пересекающих орбиту Земли. Аполлоны являются крупнейшим семейством околоземных объектов. Объект обращается вокруг Солнца на расстоянии 0,31-4,1 а. e. с периодом 3 года и 3 месяца (1194 дней; большая полуось орбиты 2,20 а. е.). Орбита имеет очень большой эксцентриситет 0,86 при наклонении 18° относительно эклиптики.
Дуга наблюдения начинается с предварительного обнаружения объекта в обсерватории Сайдинг-Спринг в июне 1983 года, более чем за 15 лет до официального открытия.

### Тесные сближения
При абсолютной звёздной величине 14.3 1998 QS52 является одним из крупнейших известных потенциально опасных астероидов. Минимальное расстояние пересечения земной орбиты равно 0,0144 а. е. или 5,6 радиусов орбиты Луны. Из-за вытянутости орбиты астероид пересекает орбиты Меркурия и Венеры, а также может удаляться дальше пояса астероидов, но не достигает орбиты Юпитера (>4.9 а. е.).

## Физические характеристики
В классификации астероидов SMASS 1998 QS52 является астероидом класса Sq, переходного класса между каменными астероидами класса S и астероидами класса Q. Наблюдатели на телескопе IRTF также относят астероид к классу Sr, переходным к классу R.

### Период вращения
В 2008 году из независимых наблюдений Брайаном Уорнером и Брайаном Скиффом были получены две вращательные кривые блеска 1998 QS52. Анализ кривых блеска дал значение периода вращения 5,789 и 5,8 часов при амплитуде блеска 0,24 и 1,4 звёздной величины. Также возможно наличие периода 2,9 часа — половины указанных выше периодов, хотя Уорнер считает это менее вероятным.

### Диаметр и альбедо
1998 QS52 не наблюдался в каких-либо космических обзорах, таких как IRAS, Akari или WISE. Ресурс Collaborative Asteroid Lightcurve Link приводит значение альбедо поверхности 0,20, предполагая, что астероид является каменным, тогда диаметр равен 4,10 км при абсолютной звёздной величине 14,3.

## Номер и название
Астероиду был присвоен номер Центром малых планет 13 сентября 2000 года. По состоянию на начало 2019 года астероид не получил собственного названия.